# Kozyrevka (rivier)
De Kozyrevka (Russisch: Козыревка), ook Karakovaja (Караковая) genoemd, is een 222 kilometer lange rivier op het Russische schiereiland Kamtsjatka. 
De rivier ontspringt op de westflank van de schildvulkaan Achtang in de gelijknamige Kozyrevskirug. De Kozyrevka omstroomt deze berg eerst in zuidoostelijke en later in noordoostelijke richting, waarbij ze talloze meanders maakt. In de benedenloop stroomt ze als een brede trage stroom parallel aan de Kamtsjatka door een moerassig gebied. 5 kilometer voor de monding in deze rivier (20 kilometer ten zuiden van Kozyrevsk) stroomt van links de belangrijkste rivier Bystraja in. Twee andere grote zijrivieren zijn de Soechariki en Topolovaja die ook beiden aan linkerzijde instromen, respectievelijk op 154 en 48 kilometer van de monding.
Het stroomgebied van de rivier omvat 8440 km². In de rivier zwemmen vissoorten als regenboogforel, vlagzalm en de zalmsoort Salvelinus leucomaenis. Verschillende zalmsoorten zwemmen de rivier op om er te paaien, zoals de rode zalm, roze zalm, chumzalm en de cohozalm. Rond de rivier groeien bossages met wilgen, elzen, grootbladige Chosenia's, lariksen, berken, populieren, hondsrozen en lijsterbessen. Grassen die langs de rivier groeien zijn onder andere Filipendula camtschatica, Senecio cannabifolius, Heracleum dulce, Thermopsis lupinoides, wilgenroosje en verschillende zeggesoorten.